# Alice Scavenius
Alice Scavenius (født Alice Ninon Duvantier 10. juli 1904 på Frederiksberg, død 9. august 2001) var fra 1946 gift med tidligere udenrigs- og statsminister Erik Scavenius (1877-1962). Efter Besættelsen blev hun tiltalt for spionage efter Landsforræderloven, men ikke dømt.

## Ægteskaber
Hun oplyste til politirapporten, at hun havde kendt Erik Scavenius siden 1937 og haft "nærmere forbindelse" med ham fra 1941. I 1942 blev det til et "intimt forhold" mellem dem, og det var meningen at de skulle giftes. Det blev de dog først i september 1946 på Gentofte Rådhus efter at Erik Scavenius var blevet skilt fra sin første hustru - Emma Eliza Benzon - og ikke længere var en offentlig person. Alice Ninon havde været gift to gange før: Første gang med grosserer Jørgen Klint og senere efter en skilsmisse fra denne med Eric Conradt-Eberlin som i 1943 begik selvmord i Køge. Hun havde en datter - Mette Marguerite Klint, født 1929 - med sin første mand Jørgen Klint.

## Sagen
Efter at hun var blevet kæreste med Erik Scavenius, som dengang var udenrigsminister, skaffede han hende fra april 1942 et job ved telefonomstillingsbordet i Udenrigsministeriet. Her kunne hun følge med i ministeriets kommunikation. Ved udgangen af 1944 tog hun sygeorlov efter at være blevet mobbet ud af kollegerne, som mistænkte hende for at være spion, bl.a. fordi hun havde gået i den tyske Sankt Petri Skole, der blev betragtet som en spioncentral.
Hendes søster var gift med den tyske direktør Gürtler. Gennem ham kom hun i kontakt med Karl Heinz Hoffmann, der var Gestapo-chef i Danmark 1943-45 og en meget charmerende mand. Hvor tæt forholdet mellem dem blev, kan bl.a. ses af at hun frit kunne henvende sig til ham telefonisk eller personligt på Shellhuset og Dagmarhus. Og selveste Gestapo-chefen rykkede ud for at hjælpe hende efter en episode, hvor hun var blevet truet med en pistol.
Der er dokumentation for at hendes forhold til Hoffmann var meget tæt og at hun kunne have røbet danske statshemmeligheder, men det kunne ikke bevises at hun havde gjort det. Så hun slap med godt to måneders varetægtsfængsel fra 5. maj til 15. juli 1945.
Hun hævdede at hun og søsteren havde hjulpet folk, der var fængslet af tyskerne. Da Erik Scavenius opdagede hendes forbindelse med Hoffmann, fortalte hun ham at hun havde fået Hoffmann til at løslade i alt 8 modstandsfolk fra Shellhuset. Hun var også medlem af en modstandsgruppe, der smuglede jødiske børn til Sverige, så de kunne genforenes med deres forældre, som ikke havde kunnet tage dem med på flugten, men midlertidigt havde sat dem i pleje. Hoffmann skaffede hende et pas, så hun kunne tage til Sverige, og han skrev udrejsetilladelser til børnene.

## Otium
Efter Erik Scavenius' død bosatte hun sig i Vendsyssel. Fra 1969 boede hun i Gjerrild på Djursland i et hus nær ved kroen. Her skrev hun flere bøger om naturen, især fugleliv. Resten af livet modtog hun hadefulde breve. Hun døde 97 år gammel, og hendes urne blev nedsat bag den stenstøtte, der er rejst for Erik Scavenius foran Voer Kirke i Vendsyssel.